# ومباخ
ومباخ (به آلمانی: Wembach) یک شهر در آلمان است که در لوراخ واقع شده‌است. ومباخ ۳۳۶ نفر جمعیت دارد.